# Bertrange (Luxemburg)
Bertrange (în luxemburgheză Bartreng, în germană Bartringen) este o localitate din Luxemburg și, totodată, o comună al cărei centru administrativ se află în localitatea omonimă, situate în cantonul Luxemburg.

## Căi de comunicație și transporturi
Comuna este traversată de autostrada A6 și de drumurile naționale N5, N34 și N35.
Din punct de vedere feroviar, Bertrange are o gară pe teritoriul său: gara Bertrange - Strassen.

## Urbanism
- Altitudine (biserică): 284 m
- Suprafața comunei: 17,39 km²
- Suprafața infrastructurii rutiere: 0,76 km²
- Drumuri vicinale: 21,690 km
- Drumuri rurale: 22,190 km
- Suprafața pădurilor aflate în proprietatea comunei: 354,49 ha
- Suprafața pășunilor și a terenurilor arabile aflate în proprietatea comunei: 81,06 ha

## Toponimie
De origine francă, numele provine de la prenumele „Bert” sau „Bertho”, completat de sufixul „-ingen/‑ange”.
Numele comunei a evoluat de-a lungul secolelor sub mai multe forme: Bertharingen, Bertrig, Birtring, Berthinga, Bertringen.

## Istorie
La 1 ianuarie 1850, comuna a fost amputată de secțiunea Strassen și de partea secțiunii Reckenthal aflată pe teritoriul localității Strassen, pentru a forma noua comună Strassen.
Pe teritoriul său se află sediul Centrului Național de Cercetare Arheologică.

## Populație și societate

### Demografie
Evoluția numărului de locuitori este cunoscută prin intermediul recensămintelor efectuate în țară începând cu anul 1821. Recensămintele decenale permit stabilirea structurii populației în funcție de sex, vârstă, naționalitate și comună de reședință. Între două recensăminte, populația la 1 ianuarie a anului x este estimată prin adăugarea la populația de la 1 ianuarie a anului x – 1 a sporului natural (născuți minus decedați) și migrator (sosiți minus plecați) din anul precedent. Aceeași metodă este aplicată pentru distribuția pe grupe de vârstă la 1 ianuarie și pentru numărul total de locuitori pe naționalități.
Începând cu 1 septembrie 2023, Luxemburgul numără 100 de comune.
La 1 ianuarie 2024, comuna avea 8 892 de locuitori.
| An        | 1821 | 1871 | 1922 | 1970 | 1984 | 1989 | 1994 | 1999 | 2004 | 2009 | 2014 | 2019 | 2024  |
| --------- | ---- | ---- | ---- | ---- | ---- | ---- | ---- | ---- | ---- | ---- | ---- | ---- | ----- |
| Populație | 822  | 1247 | 1227 | 2461 | 4070 | 4150 | 4514 | 5110 | 5680 | 6383 | 6572 | 8282 | 8.892 |